# Grębocice (gemeente)
De gemeente Grębocice is een landgemeente in het Poolse woiwodschap Neder-Silezië, in powiat Polkowicki.
De zetel van de gemeente is in Grębocice.
Op 30 juni 2004 telde de gemeente 5294 inwoners.

## Oppervlakte gegevens
In 2002 bedroeg de totale oppervlakte van gemeente Grębocice 121,89 km², waarvan:
- agrarisch gebied: 72%
- bossen: 19%

De gemeente beslaat 15,63% van de totale oppervlakte van de powiat.

## Demografie
Stand op 30 juni 2004:
| Omschrijving                   | Totaal | Totaal | Vrouwen | Vrouwen | Mannen | Mannen |
| ------------------------------ | ------ | ------ | ------- | ------- | ------ | ------ |
| eenheid                        | aantal | %      | aantal  | %       | aantal | %      |
| inwoners                       | 5294   | 100    | 2625    | 49,6    | 2669   | 50,4   |
| bevolkingsdichtheid (inw./km²) | 43,4   | 43,4   | 21,5    | 21,5    | 21,9   | 21,9   |

In 2002 bedroeg het gemiddelde inkomen per inwoner 1737,68 zł.

## Administratieve plaatsen (sołectwo)
Bucze, Duża Wólka, Grębocice, Grodowiec, Grodziszcze, Krzydłowice, Kwielice, Obiszów, Ogorzelec, Proszyce, Retków, Rzeczyca, Stara Rzeka, Szymocin, Trzęsów, Wilczyn, Żabice.

## Aangrenzende gemeenten
Głogów, Jerzmanowa, Pęcław, Polkowice, Rudna